# Mercado Modelo (Buenos Aires)

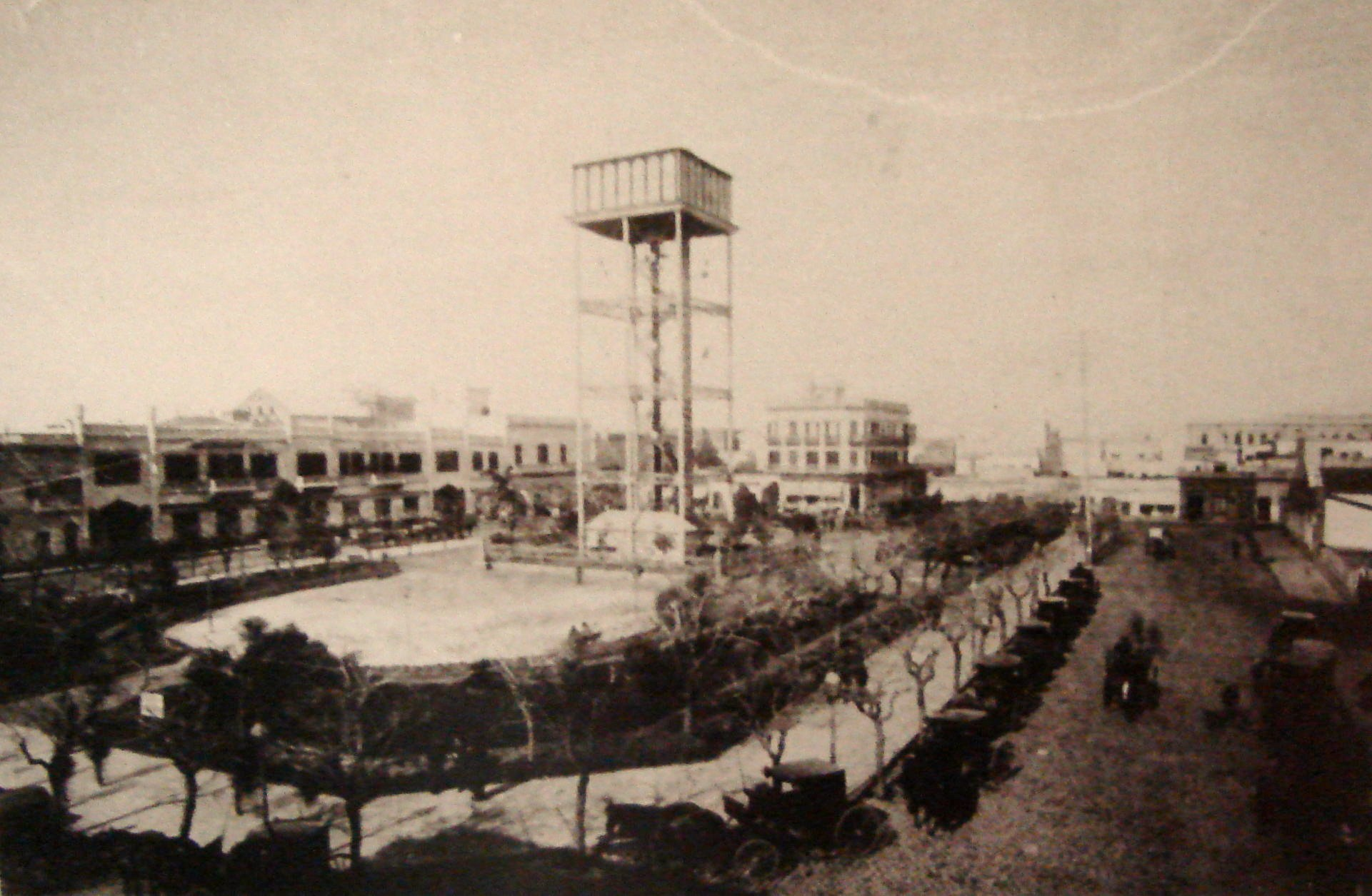
Sobre el lado izquierdo de esta foto se ve el Mercado Modelo junto a la Plaza Lorea (ca. 1885).

El Mercado Modelo fue un centro comercial que se encontraba frente a la Plaza Lorea de la ciudad de Buenos Aires, Argentina. Su corta existencia terminó con la apertura de la Avenida de Mayo, cuando fue demolido. En 1883 se inauguró el Mercado Nuevo Modelo, en la esquina de las calles Sarmiento y Montevideo, que funcionó hasta su demolición en 1889. Hoy su lugar es ocupado por el Paseo La Plaza.
En 1883, Teófilo Lanús encargó al ingeniero arquitecto Ferdinand Moog el diseño del Mercado Modelo, a ubicar en un amplio terreno con entradas por las calles San José y Lorea (hoy Luis Sáenz Peña). Fue construido con planta baja y dos pisos en estilo morisco, y estaba organizado con los locales sobre el perímetro del terreno, alrededor de un gran patio central cuadrado.
Por esos años, estaba en discusión el proyecto para abrir una avenida conectando la Plaza de Mayo con la calle Entre Ríos, y cuando las obras comenzaron hacia 1887, quedó claro que el Mercado Modelo tenía sus días contados. Finalmente, fue demolido en 1889. Sus puesteros se asociaron y fundaron el Mercado de Abasto, que funcionaría hasta su clausura en 1984 y que hoy es el Shopping Abasto.

Fachada del Mercado Modelo previo a su demolición

En 1895, la empresa Zamboni Hnos. construía el Mercado Nuevo Modelo, diseñado por el arquitecto italiano Juan Antonio Buschiazzo y ubicado en la esquina de Sarmiento y Montevideo, donde funcionó durante ochenta años, hasta que el Intendente de facto Osvaldo Cacciatore ordenó su demolición, como parte de un plan de eliminación de viejos mercados para crear el Mercado Central de Buenos Aires.
En su generoso terreno se construyó años después el Paseo La Plaza, que suma un polo gastronómico, varios locales comerciales y salas de espectáculos.

## Contexto
A principios del siglo XX, se estaba dando un gran crecimiento a nivel nacional y sobre todo de la ciudad de Buenos Aires gracias a los avances en la infraestructura, la vivienda y el transporte, como también por la cantidad de inmigrantes que ingresaban al país en busca de trabajo.
Luego de la crisis de 1880, Argentina se inserta en el sistema económico mundial como productora de materias primeras e importadora de productos manufacturados, por lo que comienza una etapa de industrialización dirigida a la elaboración de productos agropecuarios para la exportación. Este esquema se ve afectado por la Primera Guerra Mundial, ya que se interrumpe la inmigración y se resiste drásticamente la importación, dando lugar a la industria manufacturera.
La actividad del mercado se verá fuertemente intervenida por los sistemas de transporte, ya que tenían un rol fundamental en el traslado de la mercadería. Esto hace que Buenos Aires se potencie como "ciudad centro".
Debido a la gran expansión de la ciudad, se buscaba realizar avances a nivel urbano para cambiar la cara y el funcionamiento de la ciudad. Por lo que en 1887 decidieron expandir la Avenida de Mayo, lo que llevó a la demolición del Mercado Modelo y a la apertura de un gran boulevard.